# Hercostomus eugenii
Hercostomus eugenii är en tvåvingeart som beskrevs av Stackelberg 1949. Hercostomus eugenii ingår i släktet Hercostomus och familjen styltflugor. Inga underarter finns listade i Catalogue of Life.